# Мразниця (село)
Мразниця (в народі також відоме як Мражниця) — колишнє старовинне село, яке зараз є частиною сучасного міста Борислава. Розташоване у південній частині сучасного міста.

## Топонім
Свою назву воно отримало через те, що місцеві монахи, які жили в горах, бачили «мразь» (туман, капельки роси), коли виходили вранці на вулицю. Назва схожа на назву річки в Хорватії — Мрежницю.

## Історія

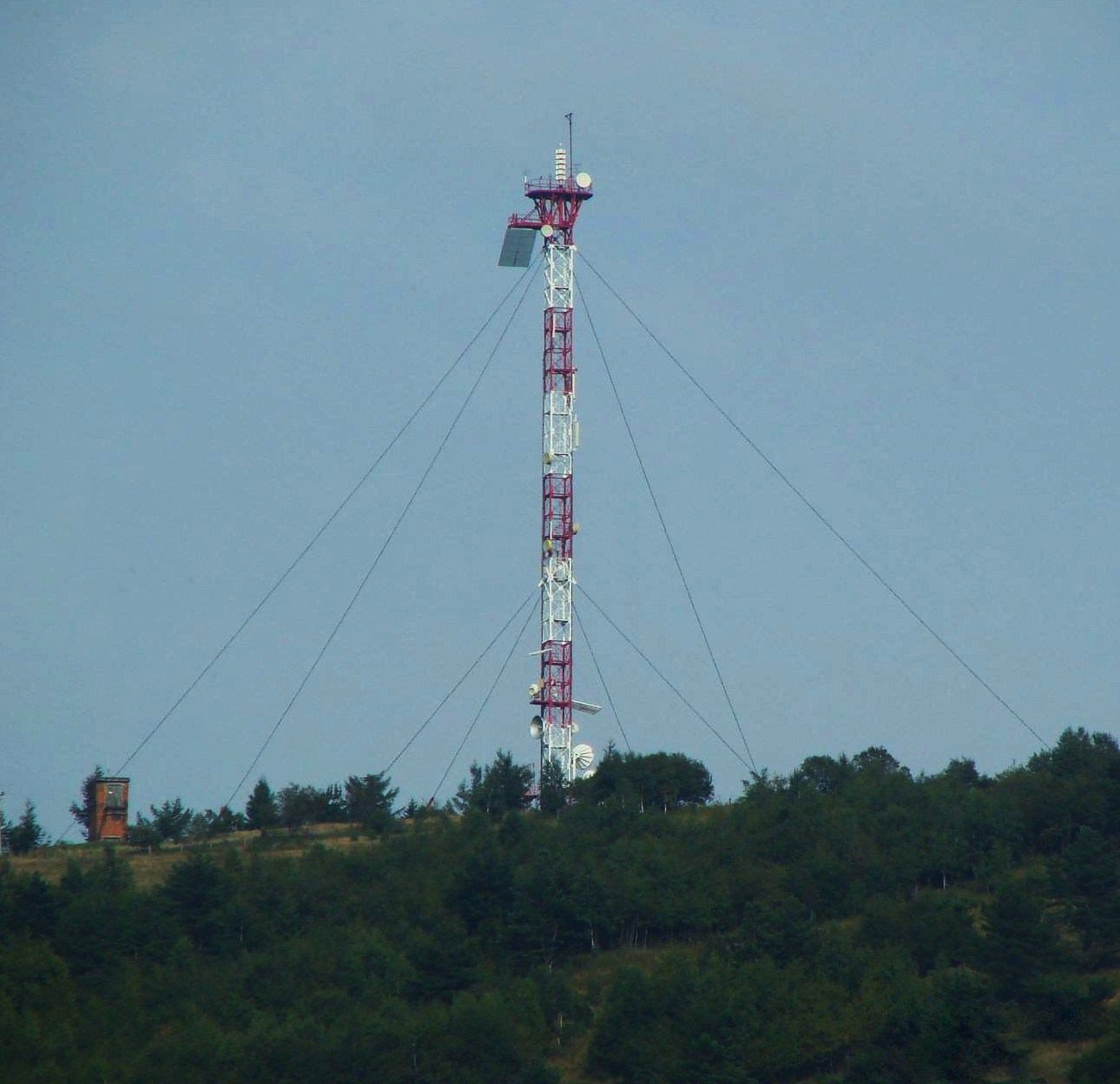
Ретранслятор на г. Городище

Давню історію цих поселень можна простежити за низкою топонімів, археологічних пам'яток та історичних документів. Наприклад, одна з гір на південно-західній околиці Борислава досі називається «Городище» (646 м), що свідчить про те, що колись це було укріплене поселення. Таке ж поселення-городище було розташоване і в іншій частині міста — Мразниці. В акті від 1525 року про розмежування сіл Тустановичі і Губичі гора, яка їх розділяла, названа «Сторожньою». Це вказує на її оборонне значення в минулому.
Борислав, Тустановичі, Мразниця і Котів (Губичі були королівським володінням) належали приватним землевласникам — українським дрібномаєтним  шляхтичам Пустомитівським та Попелям.
Як і Губичі (село також входило до складу міста Борислав), було невелике, воно було невеликим, про що свідчить австрійська статистика обліку землеволодіннь за 1787 рік.
До кінця існування Речі Посполитої, у 1770-х роках (XVIII ст.) Бориславом і Мразницею володів брацлавський підчашник (помічник, замісник чашника) Я. Копистінський, якому належало також сусіднє село Попелі. Господарем Тустановичів був граф М. Остророг.
У 1772 році західноукраїнські землі захопила Австрія. У 1787 році австрійська влада провела перепис земельних володінь. У Бориславі  налічувалося 55 селянських дворів, 4 млини, 2 корчми і церква; в Мразниці — 26 дворів і 2 корчми, в Тустановичах — 131 двір, млини 2, 3 корчми і церква; в с. Губичі — 25 дворів, корчма і церква, в Бані-Котовській — 81 двір і 2 корчми.
Згідно з переписом 1900 року, село займало площу 972 га, мало 88 будинків і проживало 627 осіб (115 римокатоликів, 418 грекокатоликів і 94 юдеї; 115 поляків, 418 українців і 94 німці), 75 коней, 186 голів великої рогатої худоби і 16 свиней. На землях фільварків площею 959 га було 39 будинків і 181 житель (Діл — 2 будинки і 6 жителів, Мразниця — 24 і 95, Ріпне — 13 і 80), за конфесіями: 54 римокатолики, 68 грекокатоликів, 55 юдеїв і 4 інших віровизнань; етнічно: 61 німець, 67 українців і 53 поляки, 11 коней, 31 велика рогата худоба. Загальна земельна площа становила 1931 га угідь (з них 1910 га оподатковуваних: 82 га ріллі, 186 га лук, 62 га садів, 90 га пасовищ і 1546 га лісу).
Військовий злочин стався у 1919 році в Дрогобичі, де польські жовніри вбили без слідства десятника Української Галицької Армії Цусака з Мразниці. 
20 травня 1930 року Мражниця та села Тустановичі, Баня Котівська і Губичі були приєднані до міста Борислав.

## Пам'ятки архітектури
Сакральні:
Церква Успіння Пресвятої Богородиці — храм Української греко-католицької церкви, розташований у місті Бориславі Львівській області, по вул. С. Бандери. Побудований у листопаді 1929 року.
Церква Покрови Пресвятої Богородиці (УПЦ Московського Патріархату) — Колишній філіальний римо-католицький костел Ісуса Христа збудовано і освячено в 1934 р.